# دیوید بلیاوسکی
دیوید بلیاوسکی (به انگلیسی: David Belyavskiy) ژیمناست زادهٔ ۲۳ فوریهٔ ۱۹۹۲ میلادی اهل کشور روسیه است.